# Kazimierz Łukoski
Kazimierz Łukoski, ps. Orlik, herbu Dołęga (ur. 13 września 1890 w Sokole, zm. wiosną 1940 w Charkowie) – generał brygady Wojska Polskiego, działacz niepodległościowy, kawaler Orderu Virtuti Militari, ofiara zbrodni katyńskiej.

## Życiorys
Syn Ignacego i Władysławy Łucji z Kwasieborskich urodzony we wsi Sokół, w ówczesnym powiecie garwolińskim guberni siedleckiej. W 1910 ukończył Szkołę Realną Wróblewskiego w Warszawie. W latach 1911–1914 studiował w Wyższej Szkole Rolniczej w Wiedniu. Był członkiem (od 1912) i ostatnim komendantem placu w Wiedniu Polskich Drużyn Strzeleckich. W latach 1914–1917 służył w Legionach Polskich. Od 31 stycznia do 9 marca 1917 był słuchaczem kursu oficerów Sztabu Generalnego w Warszawie. 22 marca 1917 roku został skierowany do 2 pułku piechoty. 3 czerwca 1917 przydzielony został do Inspekcji Wyszkolenia Polskiej Siły Zbrojnej na stanowisko adiutanta gen. Feliksa von Bartha. W latach 1917–1918 m.in. w Polskim Korpusie Posiłkowym, następnie w II Korpusie Polskim w Rosji. Był dowódcą 6 pułku strzelców polskich w Armii Polskiej we Francji, który 1 września 1919 po powrocie do kraju i zjednoczeniu z Wojskiem Polskim, przemianowany został na 48 pułk piechoty Strzelców Kresowych. 
48 pułkiem piechoty dowodził do 25 sierpnia 1920, a następnie objął dowództwo XXI Brygady Piechoty. Przejściowo dowodził również XXII Brygadą Piechoty. W październiku 1921 wyznaczony został na stanowisko dowódcy piechoty dywizyjnej 12 Dywizji Piechoty w Tarnopolu. 3 maja 1922 został zweryfikowany w stopniu pułkownika ze starszeństwem z 1 czerwca 1919 i 98. lokatą w korpusie oficerów piechoty. W sierpniu 1925 przeniesiony został do 15 Dywizji Piechoty w Bydgoszczy na stanowisko dowódcy piechoty dywizyjnej. 7 marca 1927 został mianowany na stanowisko dowódcy 11 Dywizji Piechoty w Stanisławowie. 1 stycznia 1928 Prezydent RP Ignacy Mościcki awansował go na generała brygady ze starszeństwem z dniem 1 stycznia 1928 i 4. lokatą w korpusie generałów. Na stanowisku dowódcy dywizji pozostawał do 7 lipca 1939.
W 1938 otrzymał tytuł honorowe obywatelstwa Stanisławowa.
W kampanii wrześniowej 1939 dowodził Grupą Operacyjną „Jasło” (przemianowaną na Grupę Operacyjną „Południową”) w Armii „Karpaty”. Po agresji ZSRR na Polskę wzięty do  niewoli sowieckiej i przewieziony do obozu w Starobielsku. Wiosną 1940 zamordowany w Charkowie przez NKWD i pogrzebany w Piatichatkach, gdzie od 17 czerwca 2000 mieści się oficjalnie Cmentarz Ofiar Totalitaryzmu w Charkowie.
Kazimierz Łukoski był żonaty z Ireną Jung, z którą miał dwóch synów: Andrzeja (dowódca 1 kompanii „Maciek” batalionu „Zośka” Armii Krajowej), który poległ 18 sierpnia 1944 podczas powstania warszawskiego i Jerzego.
Postanowieniem nr 112-48-07 Prezydenta RP Lecha Kaczyńskiego z 5 października 2007 został pośmiertnie mianowany na stopień generała dywizji. Awans został ogłoszony 9 listopada 2007 w Warszawie, w trakcie uroczystości „Katyń Pamiętamy – Uczcijmy Pamięć Bohaterów”.

## Ordery i odznaczenia
- Krzyż Srebrny Orderu Virtuti Militari nr 5262 – 21 marca 1922[17][18]
- Krzyż Komandorski Orderu Odrodzenia Polski – 11 listopada 1937 „za zasługi w służbie wojskowej”[19][20][21]
- Krzyż Niepodległości – 20 stycznia 1931 „za pracę w dziele odzyskania niepodległości”[22][23]
- Krzyż Oficerski Orderu Odrodzenia Polski – 2 maja 1923 „w uznaniu zasług, położonych dla Rzeczypospolitej Polskiej na polu administracji wojskowej"[24][25][26]
- Krzyż Walecznych nr 41153 po raz pierwszy – 4 listopada 1921 „w zamian za otrzymaną wstążeczkę biało-amarantową byłej armii gen. Hallera”[27][28]
- Krzyż Walecznych nr 58049 po raz pierwszy, drugi, trzeci i czwarty – 1921 „za czyny orężne w czasie bojów Legionów Polskich”[29][28]
- Krzyż Walecznych po raz pierwszy nadany rozkazem L. 5147 Dowództwa 4 Armii[28]
- Złoty Krzyż Zasługi po raz pierwszy – 17 marca 1930 „za zasługi na polu organizacji i wyszkolenia wojska”[30][31]
- Złoty Krzyż Zasługi po raz drugi – 13 maja 1933 „za zasługi na polu obrony powietrznej i przeciwgazowej”[32][33]
- Medal Pamiątkowy za Wojnę 1918–1921[18]
- Medal Dziesięciolecia Odzyskanej Niepodległości[18]
- Złota Odznaka Honorowa Ligi Obrony Powietrznej i Przeciwgazowej I stopnia[34]
- Znak oficerski „Parasol”
- Państwowa Odznaka Sportowa
- Wielki Oficer Orderu Korony Rumunii – 23 maja 1929[35][18]
- Medal Pamiątkowy Wielkiej Wojny – 12 grudnia 1921[36][37]
- Medal Zwycięstwa[38][18]

## Upamiętnienie
15 sierpnia 2014, w 94. rocznicę bitwy warszawskiej, na Cmentarzu Poległych w Bitwie Warszawskiej w Ossowie została odsłonięta w Ossowie tablica upamiętniająca ośmiu dowódców polskich oddziałów uczestniczących w walkach, którzy w 1940 zostali ofiarami zbrodni katyńskiej; upamiętnieni zostali gen. dyw. Stanisław Haller, gen. dyw. Henryk Minkiewicz, gen. dyw. Leonard Skierski, gen. bryg. Bronisław Bohaterewicz, gen. bryg. Kazimierz Orlik-Łukoski, gen. bryg. Mieczysław Smorawiński, płk dypl. Stefan Kossecki, ppłk. Wilhelm Kasprzykiewicz.